# 莲科
莲科（学名：Nelumbonaceae）是真双子叶植物山龍眼目的一科植物，当前仅有莲属2个种。
莲科最早的化石是在早白垩纪劳亚古陆的中纬度地区发现的, 第三纪时期广泛分布于欧亚大陆和北美洲，共5个化石属约30个种。
1981年的克朗奎斯特分类法单独分出一个莲科，根据其外观放入睡莲目，1998年根据基因亲缘关系分类的APG 分类法认为本科应放入山龙眼目。